# Mouvement liturgique
Le mouvement liturgique est un courant réformateur catholique apparu en France au milieu du XIXe siècle avec Dom Guéranger, et qui prend un nouvel élan au XXe siècle avec Dom Lambert Beauduin.

## Histoire

### Origines
Le mouvement apparait initialement en France au milieu du XIXe siècle avec la publication de « l'année liturgique » (1840-1851) du bénédictin Dom Prosper Guéranger. Le liturgiste Aimé-Georges Martimort décrit la démarche de Dom Guéranger comme "un retour au passé dominé par le traditionalisme d'alors".
En Allemagne, il est lancé avec des théologiens comme Valentin Thalhofer (de) (auteur du Handbuch der katholischen Liturgik (1883-1890).

### Seconde phase
Certains historiens considèrent comme date de départ du mouvement liturgique comme mouvement le 23 septembre 1909, quand Dom Lambert Beauduin présenta au Congrès de Malines son rapport sur la participation des fidèles au culte chrétien,. Pie X, avec son décret Quam singulari (août 1910) décidant d'accorder la première communion « dès l'âge de raison » suivi d'un encouragement à la communion plus fréquente, entre dans le mouvement en replaçant la réception de l'Eucharistie (le « pain consacré en corps du Christ ») au cœur de la vie chrétienne.
Pour le liturgiste Aimé-Georges Martimort, cette seconde phase a pour caractère "de viser à atteindre les masses" et "de regarder franchement vers l’avenir" (en opposition sur ce point avec la démarche de Dom Guéranger).

### Pontificat de Pie XII
Le pape Pie XII promulgue, en 1947, la première encyclique entièrement consacrée à la liturgie : Mediator Dei. Il crée le 28 mai 1948 une "Commission pour la réforme liturgique (de)" présidée par le cardinal Clemente Micara (puis le cardinal Gaetano Cicognani en 1953) et dont le secrétaire est Annibale Bugnini (qui jouera plus tard un rôle clé dans la mise en œuvre de la réforme liturgique issue de Vatican II). Des réformes voient le jour : restauration de la vigile pascale en 1951, assouplissement du jeûne eucharistique, simplification du missel. En revanche, Pie XII refuse la concélébration et l'introduction des langues vulgaires dans la liturgie.
En 1956, il écrivait que le mouvement liturgique était comme le "passage du Saint Esprit dans son Église". L'assemblée des fidèles laïcs joue un rôle plus actif en étant placée littéralement autour de l'autel et plus dans la nef. Ce rassemblement des fidèles exige que soit dégagé l'espace situé près de l'autel, là où est célébrée l'Eucharistie. L'autel doit devenir visible de n'importe quel point à l'intérieur de l'église sans que des obstacles architecturaux soient interposés. Cela permet, dans les nouvelles églises construites, de faciliter la participation à la liturgie. Apparaissent alors dans les intérieurs des églises de vastes surfaces, débarrassées de toute cloison, de tout mur ou colonne entre l'autel et l'espace réservé aux fidèles. C'est l'introduction de nouveaux matériaux et techniques qui a permis la réalisation de cette nouvelle organisation des surfaces. Le plan des nouvelles églises vise aussi à augmenter la surface destinée aux fidèles pour pouvoir en accueillir davantage. À cet égard, l'utilisation d'un matériau comme le béton a permis de réaliser de grandes surfaces planes au sol dont le coût était peu élevé,.

### Sources
- Aimé-Georges Martimort, L'Église en prière, Introduction à la liturgie, Paris, Desclée de Brouwer, 1961, 916 p.
- Christophe Geffroy et Philippe Maxence (préf. du cardinal Alfons Maria Stickler), Enquête sur la messe traditionnelle (Essai), La Nef, coll. « Hors-série / 6 », juin 1998, 432 p. (EAN 2650007660639, lire en ligne)
- Jean-Charles Cappronnier, Frédéric Fournis, Alexandra Gérard et Pascale Touzet, « L’art sacré entre les deux guerres: aspects de la Première Reconstruction en Picardie », In Situ,‎ décembre 2009 (DOI 10.4000/insitu.6151, lire en ligne)
- Jean-Marie Vezin et Laurent Villemin, Les sept défis de Vatican II, Paris, Éditions Desclée de Brouwer, 2012, 266 p. (ISBN 978-2-220-06456-7).
- (ru) Ekaterina Cheko (Екатерина Шеко), « Сакралная архитектура Франции и Белгии мехду двух великих войн : разварот от арт-десо к модернизму » [« L'architecture sacrée en France et en Belgique entre les deux guerres : de l'Art déco au modernisme »], 32, Moscou,‎ 2018 (lire en ligne)